# 카리아
카리아(그리스어: Καρία)는 서부 아나톨리아의 지역으로, 해안을 따라 중부 이오니아(미칼레)에서 남으로 리키아, 동으로는 프리기아까지 뻗어있다.
이오니아와 도리아가 그 서부를 식민지로 만들었고 카리아에 참여하였다. 그들은 그리스 이전에 카리아에 도착하였다. 헤로도토스는 그들을 미노스의 후손이라고 하였다. 한편 카리아인들은 선원 생활에 강하게 관련된 아나톨리아의 본토인이라고 주장하며 미시아인과 리디아인과 친근하다.
카리아인과 렐레게스인과의 관계는 명확하지 않으나 역사적 사실에 근거하여 카리아인은 인도유럽어족-아나톨리아어파 중 루위아어의 하부그룹에 속한 카리아어를 사용했음을 알 수 있다. 또한 호메로스는 렐레게스인이 아나톨리아에 거주하는 종족과는 구별되는 종족이라고 하였으나 그리스 역사가 헤로도토스는 렐레게스가 카리아의 초창기 이름이라고 언급하였다. 본래 렐레게스라는 종족으로서의 이름은 본명이 아니었으나, 후에가서 본인들 스스로가 렐레게스라 칭한 듯 하다. 기원전 4세기의 그리스 역사가 필리포스는 렐레게스인들이, 아나톨리아 동쪽에서 카리아인이 이주하기전까지, 그리스의 메세니아, 라코니아, 로크리스를 비롯한 그리스 본토 여러 지방과 관계를 유지하고 있었다고 언급한 바 있다.

소아시아 서남부의 고대 도시들: 흰색이 카리아의 도시들이다

## 같이 보기
- 카리아어